# KK Zdravlje Leskovac
Maillots
Le KK Zdravlje Leskovac est un club serbe de basket-ball basé à Leskovac.

## Historique
En 2001 le club participe à la Coupe Korać.

## Entraîneurs successifs
- 1999-2003 :  Jovica Arsic
- 2006-2007 :  Jovica Arsic